# Liste de musées au Vanuatu
Cet article regroupe sans exhaustivité les principaux musées du Vanuatu.
- Centre culturel de Vanuatu (Vanuatu Kaljoral Senta, abrégé en VKS, en bichelamar) qui regroupe en son sein le Musée national de Vanuatu (ou National Museum of Vanuatu, en anglais ; Nasonal Miusium blong Vanuatu, en bichelamar).

Ces deux institutions sont sises à Port-Vila, la capitale.

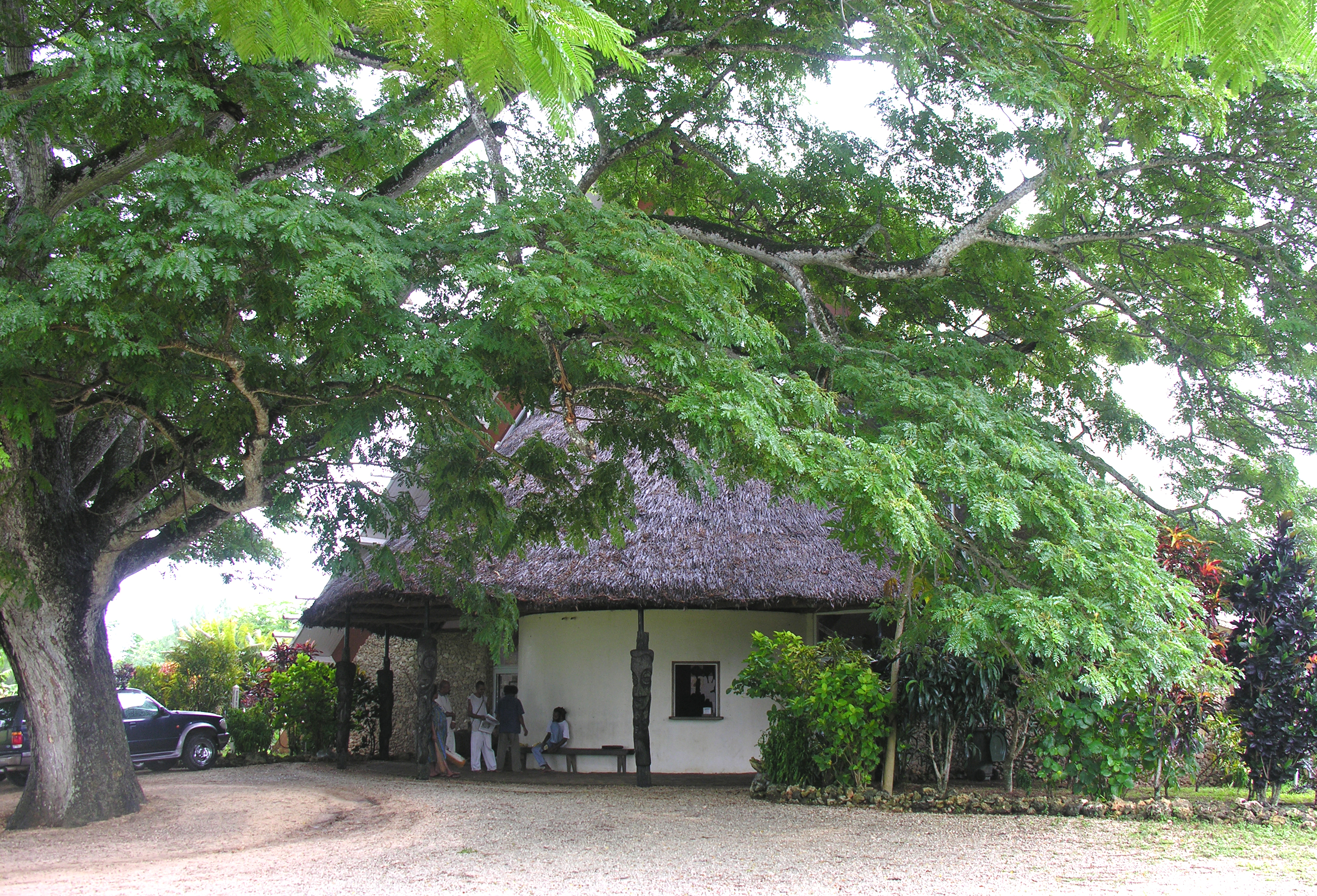
Le Centre culturel du Vanuatu